# Morris Pejoe
Morris Pejoe (* 11. April 1924 in Palmetto, Louisiana; † 27. Juli 1982 in Westland (Michigan)), eigentlich Morris Pejas, war ein US-amerikanischer Blues-Gitarrist und Bandleader. Er war der Mentor der Blues-Pianisten Henry Gray und Otis Spann.
Geboren in Louisiana, musizierte Pejoe zunächst auf der Geige. Ende der 1940er zog er nach Beaumont in Texas, wo er begann, Gitarre zu spielen. Er trat häufig mit dem Pianisten Henry Gray auf, mit dem er Anfang der 1950er nach Chicago ging.
1952 machte Pejoe erste Aufnahmen, u. a. begleitet von Gray. Es sollten zahlreiche weitere Aufnahmen folgen. Zu seinen erfolgreichsten Titeln gehört Let's Get High. 1989 erschien eine Zusammenstellung von Pejoe-Stücken unter dem Namen Wrapped in My Baby.
In den 1960ern wurde Pejoe oft von seiner Frau begleitet, der Bluessängerin Mary Lane. Ihre Tochter Lynne Lane und ihr Sohn Morris Pejoe Jr. singen ebenfalls den Blues.